# François Dubois
François Dubois (1529–1584) foi um pintor francês huguenote nascido em Amiens. O único trabalho seu que sobreviveu é o mais conhecido retrato do massacre da noite de São Bartolomeu de 1572, quando católicos franceses mataram protestantes huguenotes em Paris. Não se sabe se o próprio Dubois esteve presente no evento, mas um parente próximo, o cirurgião Antoine Dubois, teria morrido na chacina. Dubois fugiu para Lausana para escapar à perseguição dos Huguenotes e um companheiro refugiado, um banqueiro de Lyon, encomendou a pintura.
A pintura mostra dois pormenores do massacre frequentemente vistos noutras representações e ilustrações em livros: o corpo do líder huguenote Gaspar II de Coligny dependurado numa janela, atrás à direita; atràs à esquerda, Catarina de Médici, emerge do Louvre e inspeciona uma pilha de corpos.
Dubois também é conhecido por ter pintado um retrato do Triunvirato Romano.